# Општина Тиватлан (Веракруз)
Тиватлан (шп. Tihuatlán) општина је у Мексику у савезној држави Веракруз. Општина се налази на надморској висини од 121 м.

## Становништво
Према подацима из 2010. у општини је живело 89774 становника.

### Хронологија
| Година       | 2000                  | 2005                  | 2010                  |
| ------------ | --------------------- | --------------------- | --------------------- |
| Становништво | 81088 (39804 / 41284) | 80923 (39298 / 41625) | 89774 (43978 / 45796) |

### Попис
| \| \| м \| \| \| ж \| \| 0—2 \| 2.440 \| \| \| 2.325 \| \| 3—5 \| 2.513 \| \| \| 2.427 \| \| 6—11 \| 5.396 \| \| \| 5.312 \| \| 12—14 \| 2.697 \| \| \| 2.656 \| \| 15—17 \| 2.910 \| \| \| 2.791 \| \| 18—24 \| 5.565 \| \| \| 5.796 \| \| 60+ \| 4.731 \| \| \| 4.854 \| \| Просек : \| 29,2 \| \| \| 30,0 \| |       |  |  |       |
| |       |  |  |       |
| | м     |  |  | ж     |
| 0—2 | 2.440 |  |  | 2.325 |
| 3—5 | 2.513 |  |  | 2.427 |
| 6—11 | 5.396 |  |  | 5.312 |
| 12—14 | 2.697 |  |  | 2.656 |
| 15—17 | 2.910 |  |  | 2.791 |
| 18—24 | 5.565 |  |  | 5.796 |
| 60+ | 4.731 |  |  | 4.854 |
| Просек : | 29,2  |  |  | 30,0  |

| #   | Индикатор                                                                                        | Вредност |
| --- | ------------------------------------------------------------------------------------------------ | -------- |
| 1   | Становништво од 0 до 2 године                                                                    | 4765     |
| 2   | Мушко становништво од 0 до 2 године                                                              | 2440     |
| 3   | Женско становништво од 0 до 2 године                                                             | 2325     |
| 4   | Становништво са 3 и више година                                                                  | 83864    |
| 5   | Мушко становништво са 3 и више година                                                            | 40968    |
| 6   | Женско становништво са 3 и више година                                                           | 42896    |
| 7   | Становништво са 5 и више година                                                                  | 80547    |
| 8   | Мушко становништво са 5 и више година                                                            | 39286    |
| 9   | Женско становништво са 5 и више година                                                           | 41261    |
| 10  | Становништво са 12 и више година                                                                 | 68216    |
| 11  | Мушко становништво са 12 и више година                                                           | 33059    |
| 12  | Женско становништво са 12 и више година                                                          | 35157    |
| 13  | Становништво са 15 и више година                                                                 | 62863    |
| 14  | Мушко становништво са 15 и више година                                                           | 30362    |
| 15  | Женско становништво са 15 и више година                                                          | 32501    |
| 16  | Становништво са 18 и више година                                                                 | 57162    |
| 17  | Мушко становништво са 18 и више година                                                           | 27452    |
| 18  | Женско становништво са 18 и више година                                                          | 29710    |
| 19  | Становништво од 3 до 5 година                                                                    | 4940     |
| 20  | Мушко становништво од 3 до 5 година                                                              | 2513     |
| 21  | Женско становништво од 3 до 5 година                                                             | 2427     |
| 22  | Становништво од 6 до 11 година                                                                   | 10708    |
| 23  | Мушко становништво од 6 до 11 година                                                             | 5396     |
| 24  | Женско становништво од 6 до 11 година                                                            | 5312     |
| 25  | Становништво од 8 до 14 година                                                                   | 12651    |
| 26  | Мушко становништво од 8 до 14 година                                                             | 6359     |
| 27  | Женско становништво од 8 до 14 година                                                            | 6292     |
| 28  | Становништво од 12 до 14 година                                                                  | 5353     |
| 29  | Мушко становништво од 12 до 14 година                                                            | 2697     |
| 30  | Женско становништво од 12 до 14 година                                                           | 2656     |
| 31  | Становништво од 15 до 17 година                                                                  | 5701     |
| 32  | Мушко становништво од 15 до 17 година                                                            | 2910     |
| 33  | Женско становништво од 15 до 17 година                                                           | 2791     |
| 34  | Становништво од 18 до 24 године                                                                  | 11361    |
| 35  | Мушко становништво од 18 до 24 године                                                            | 5565     |
| 36  | Женско становништво од 18 до 24 године                                                           | 5796     |
| 37  | Женско становништво од 15 до 49 година                                                           | 23875    |
| 38  | Становништво са 60 и више година                                                                 | 9585     |
| 39  | Мушко становништво са 60 и више година                                                           | 4731     |
| 40  | Женско становништво са 60 и више година                                                          | 4854     |
| 41  | Однос између мушкараца и жена                                                                    | 96.03    |
| 42  | Становништво од нуле до 14 година                                                                | 25766    |
| 43  | Становништво од 15 до 64 године                                                                  | 56063    |
| 44  | Становништво од 65 година и више                                                                 | 6800     |
| 45  | Просечан број деце                                                                               | 2.63     |
| 46  | Становништво рођено у ентитету                                                                   | 76600    |
| 47  | Мушко становништво рођено у ентитету                                                             | 37434    |
| 48  | Женско становништво рођено у ентитету                                                            | 39166    |
| 49  | Становништво рођено у другом ентитету                                                            | 11774    |
| 50  | Мушко становништво рођено у другом ентитету                                                      | 5844     |
| 51  | Женско становништво рођено у другом ентитету                                                     | 5930     |
| 52  | Становништво од 5 година и више резидентно у ентитету у јуну 2005. године                        | 76396    |
| 53  | Мушко становништво старосног доба од 5 година и више, резидентно у ентитету у јуну 2005. године  | 36958    |
| 54  | Женско становништво старосног доба од 5 и више година, резидентно у ентитету у јуну 2005. године | 39438    |
| 55  | Становништво од 5 година и више које је живело у другом ентитету у јуну 2005. године             | 3358     |
| 56  | Мушко становништво старије од 5 година које је живело у другом ентитету у јуну 2005. године      | 1757     |
| 57  | Женско становништво старије од 5 година које је живело у другом ентитету у јуну 2005. године     | 1601     |
| 58  | Становништво од 3 године и више које говори аутохтони језик                                      | 2695     |
| 59  | Мушко становништво старо 3 године и више које говори аутохтони језик                             | 1345     |
| 60  | Женско становништво старо 3 године и више које говори аутохтони језик                            | 1350     |
| 61  | Становништво од 3 године и више које говори аутохтони језик и не говори шпански језик            | 19       |
| 62  | Мушко становништво старо 3 године и више које говори аутохтони језик и не говори шпански         | 5        |
| 63  | Женско становништво старо 3 године и више које говори аутохтони језик и не говори шпански језик  | 14       |
| 64  | Становништво старо 3 године и више које говори аутохтони језик и шпански                         | 2519     |
| 65  | Мушко становништво старо 3 године и више које говори аутохтони језик и шпански                   | 1267     |
| 66  | Женско становништво старо 3 године и више које говори аутохтони језик и шпански                  | 1252     |
| 67  | Становништво од 5 година и више које говори аутохтони језик                                      | 2687     |
| 68  | Становништво од 5 година и више које говори аутохтони језик и не говори шпански језик            | 19       |
| 69  | Становништво од 5 година и више које говори аутохтони језик и говори шпански језик               | 2517     |
| 70  | Становништво у домородачким домаћинствима                                                        | 6825     |
| 71  | Становништво са ограничењима у активностима                                                      | 3891     |
| 72  | Становништво са ограниченим ходањем или кретањем, горе или доле                                  | 1851     |
| 73  | Становници са ограничењима вида, чак и уз кориштење сочива                                       | 1242     |
| 74  | Становништво са ограничењима говора, комуникације или конверзације                               | 355      |
| 75  | Становништво са ограниченим слухом                                                               | 416      |
| 76  | Становништво са ограничењима при одевању, купању или јелу                                        | 208      |
| 77  | Становништво са ограничењима у опажању или учењу једноставних ствари                             | 117      |
| 78  | Становништво са менталним ограничењима                                                           | 351      |
| 79  | Становништво без ограничења активности                                                           | 84366    |
| 80  | Становништво од 3 до 5 година које не похађа школу                                               | 2806     |
| 81  | Мушко становништво од 3 до 5 година које не похађа школу                                         | 1445     |
| 82  | Женско становништво од 3 до 5 година које не похађа школу                                        | 1361     |
| 83  | Становништво од 6 до 11 година које не похађа школу                                              | 308      |
| 84  | Мушко становништво од 6 до 11 година које не похађа школу                                        | 170      |
| 85  | Женско становништво од 6 до 11 година које не похађа школу                                       | 138      |
| 86  | Становништво од 12 до 14 година које не похађа школу                                             | 363      |
| 87  | Мушко становништво од 12 до 14 година које не похађа школу                                       | 190      |
| 88  | Женско становништво од 12 до 14 година које не похађа школу                                      | 173      |
| 89  | Становништво од 15 до 17 година похађа школу                                                     | 4086     |
| 90  | Мушко становништво од 15 до 17 година похађа школу                                               | 2048     |
| 91  | Женско становништво између 15 и 17 година живота у школи                                         | 2038     |
| 92  | Становништво од 18 до 24 године похађа школу                                                     | 2628     |
| 93  | Мушко становништво од 18 до 24 године похађа школу                                               | 1260     |
| 94  | Женско становништво од 18 до 24 године похађа школу                                              | 1368     |
| 95  | Становништво од 8 до 14 година које не може да чита и пише                                       | 409      |
| 96  | Мушко становништво старосног доба од 8 до 14 година које не може да чита и пише                  | 233      |
| 97  | Женско становништво старосног доби од 8 до 14 година које не може да чита и пише                 | 176      |
| 98  | Становништво од 15 година и више које је неписмено                                               | 6613     |
| 99  | Мушко становништво од 15 година и више које је неписмено                                         | 2502     |
| 100 | Женско становништво од 15 година и више које је неписмено                                        | 4111     |
| 101 | Становништво старо 15 и више година без школовања                                                | 6874     |
| 102 | Мушко становништво старо 15 и више година без школовања                                          | 2734     |
| 103 | Женско становништво старо 15 и више година без школовања                                         | 4140     |
| 104 | Становништво старосног доба 15 и више година са непотпуним основним образовањем                  | 10524    |
| 105 | Мушко становништво старосног доба од 15 година и више са непотпуном основним образовањем         | 5165     |
| 106 | Женско становништво старосног доба 15 и више година са непотпуном основним образовањем           | 5359     |
| 107 | Становништво старо 15 и више година са комплетним основним образовањем                           | 11191    |
| 108 | Мушко становништво старо 15 година и више са комплетним основним образовањем                     | 5232     |
| 109 | Женско становништво старо 15 и више година са комплетним основним образовањем                    | 5959     |
| 110 | Становништво старосног доба 15 и више година са непотпуним средњим образовањем                   | 3276     |
| 111 | Мушко становништво старосног доба од 15 година и више са непотпуним средњим образовањем          | 1761     |
| 112 | Женско становништво старосног доба од 15 година и више са непотпуним средњим образовањем         | 1515     |
| 113 | Становништво старо 15 и више година са пуним секундарном образовањем                             | 13436    |
| 114 | Мушко становништво старосног доба од 15 година и више са пуним секундарном образовањем           | 6803     |
| 115 | Женско становништво старосног доба од 15 година и више са пуним секундарном образовањем          | 6633     |
| 116 | Становништво старије од 18 година са постосновним образовањем                                    | 15490    |
| 117 | Мушко становништво старије од 18 година са постосновним образовањем                              | 7715     |
| 118 | Женско становништво старије од 18 година са постосновним образовањем                             | 7775     |
| 119 | Просечна оцена школовања                                                                         | 7.4      |
| 120 | Просечан ниво образовања мушке популације                                                        | 7.58     |
| 121 | Просечан ниво образовања женског становништва                                                    | 7.23     |
| 122 | Економски активно становништво                                                                   | 33262    |
| 123 | Економски активна мушка популација                                                               | 24998    |
| 124 | Економски активна женска популација                                                              | 8264     |
| 125 | Становништво које није економски активно                                                         | 34645    |
| 126 | Мушко становништво које није економски активно                                                   | 7867     |
| 127 | Женско становништво које није економски активно                                                  | 26778    |
| 128 | Запослено становништво                                                                           | 32397    |
| 129 | Запослено мушко становништво                                                                     | 24264    |
| 130 | Запослено женско становништво                                                                    | 8133     |
| 131 | Незапослена популација                                                                           | 865      |
| 132 | Незапослена мушка популација                                                                     | 734      |
| 133 | Незапослена женска популација                                                                    | 131      |
| 134 | Становништво без права на здравствене услуге                                                     | 48788    |
| 135 | Становништво које има право на здравствене услуге                                                | 39690    |
| 136 | Становништво које има право на ИМСС                                                              | 15543    |
| 137 | Становништво које има право на социјално осигурање                                               | 2333     |
| 138 | Становништво које има право на државно социјално осигурање                                       | 70       |
| 139 | Становништво које има право на опште осигурање или здравствено осигурање за нову генерацију      | 18946    |
| 140 | Становништво које је било једном или није било у браку током 12 година и више                    | 23089    |
| 141 | Венчано или уједињено становништво од 12 година и више                                           | 38116    |
| 142 | Становништво које је било у браку или уједињено 12 година и више                                 | 6911     |
| 143 | Становништво са католичком религијом                                                             | 63799    |
| 144 | Протестанти, еванђелисти и библијски следбеници различити од еванђелиста                         | 13676    |
| 145 | Становништво са другим религијама различитим од претходних                                       | 39       |
| 146 | Становништво без религије                                                                        | 10219    |
| 147 | Укупно пописаних домаћинства                                                                     | 21982    |
| 148 | Пописна домаћинства на челу са мушкарцима                                                        | 16608    |
| 149 | Пописна домаћинства на челу са женама                                                            | 5374     |
| 150 | Становништво у пописним домаћинствима                                                            | 88635    |
| 151 | Становништво у пописним домаћинствима на челу са мушкарцима                                      | 69458    |
| 152 | Становништво у пописним домаћинствима на челу са женама                                          | 19177    |
| 153 | Укупно домаћинстава                                                                              | 25165    |
| 154 | Укупно насељених домаћинстава                                                                    | 22355    |
| 155 | Укупно приватних кућа                                                                            | 24792    |
| 156 | Насељени приватни домови                                                                         | 21982    |
| 157 | Укупно насељених приватних кућа                                                                  | 22353    |
| 158 | Ненасељене приватне куће                                                                         | 1768     |
| 159 | Појединачна домаћинства за привремену употребу                                                   | 1042     |
| 160 | Становници у насељеним приватним кућама                                                          | 88635    |
| 161 | Насељеност станара у приватним становима                                                         | 4.03     |
| 162 | Просечно становника по соби у приватним насељеним домаћинствима                                  | 1.31     |
| 163 | Појединачна домаћинства са подовима од различитих материјала од земље                            | 16751    |
| 164 | Појединачна домаћинства у приземљу                                                               | 5171     |
| 165 | Појединачна домаћинства са једном спаваћом собом                                                 | 10354    |
| 166 | Појединачна домаћинства са две спаваће собе и више                                               | 11585    |
| 167 | Појединачна домаћинства са једним собом                                                          | 3845     |
| 168 | Појединачна домаћинства са две собе                                                              | 5027     |
| 169 | Појединачна домаћинства са 3 собе и више                                                         | 13041    |
| 170 | Појединачна домаћинства која имају електрично светло                                             | 20961    |
| 171 | Појединачна домаћинства која немају електрично светло                                            | 951      |
| 172 | Појединачна домаћинства која имају водоводну воду у стамбеном простору                           | 4635     |
| 173 | Појединачна домаћинства која немају водоводну воду у стамбеном простору                          | 17284    |
| 174 | Појединачна домаћинства која имају тоалет                                                        | 21537    |
| 175 | Појединачна домаћинства која имају канализацију                                                  | 14749    |
| 176 | Појединачна домаћинства која немају канализацију                                                 | 7154     |
| 177 | Појединачна домаћинства која имају електрично светло, довод воде из јавне мреже и канализацију   | 3965     |
| 178 | Појединачна домаћинства без икаквих услова                                                       | 918      |
| 179 | Појединачна домаћинства која имају радио                                                         | 15384    |
| 180 | Појединачна домаћинства која имају телевизор                                                     | 19676    |
| 181 | Појединачна домаћинства која имају фрижидер                                                      | 16962    |
| 182 | Појединачна домаћинства која имају машину за веш                                                 | 11481    |
| 183 | Појединачна домаћинства која имају аутомобил или комби                                           | 5813     |
| 184 | Појединачна домаћинства која имају рачунар                                                       | 2641     |
| 185 | Појединачна домаћинства која имају фиксну телефонску линију                                      | 5340     |
| 186 | Појединачна домаћинства која имају мобилни телефон                                               | 11772    |
| 187 | Појединачна домаћинства која имају приступ интернету                                             | 1626     |